# Saint-Germain-la-Chambotte
Saint-Germain-la-Chambotte korábbi község (település) Franciaországban, Savoie megyében. 2016. január 1-jén Albens, Cessens, Épersy, Mognard és Saint-Girod községekkel egyesült és az így létrejött Entrelacs új község része lett.
Lakosainak száma 505 fő (2018. január 1.). Saint-Germain-la-Chambotte La Biolle, Brison-Saint-Innocent, Cessens, Chindrieux, Saint-Pierre-de-Curtille és Albens községekkel határos.

## Népesség
A település népessége az elmúlt években az alábbi módon változott:
| Lakosok száma | 329  | 311  | 275  | 276  | 328  | 446  | 477  | 512  | 538  | 505  |
|               | 1962 | 1968 | 1975 | 1982 | 1990 | 2008 | 2013 | 2015 | 2017 | 2018 |